# Un tueur pour cible
Pour plus de détails, voir Fiche technique et Distribution.
Un tueur pour cible ou Refus de tuer au Québec (The Replacement Killers) est un film d'action américain réalisé par Antoine Fuqua et sorti en 1998. Il met en vedette Chow Yun-fat et Mira Sorvino. Il s'agit du premier film réalisé par Antoine Fuqua.

## Synopsis
John Lee est un tueur à gages au service de la triade chinoise et notamment de Terence Wei. John a une dette envers lui et n'a plus qu'un seul contrat à honorer. Il refuse cependant de tuer le fils de l'inspecteur de la police de Los Angeles Stan Zedkov, qui a abattu de fils de Terence lors d'une descente de police. Contraint de fuir, John Lee rencontre une faussaire en passeports, Meg Coburn. Celle-ci va malgré elle devoir affronter des tueurs (Ryker et Collins) chargés de liquider John.

## Fiche technique
Sauf indication contraire, les informations mentionnées dans cette section peuvent être confirmées par la base de données cinématographiques IMDb,  présente dans la section « Liens externes ».
- Titre français Un tueur pour cible
- Titre québécois : Refus de tuer
- Titre original : The Replacement Killers
- Réalisateur : Antoine Fuqua
- Scénariste : Ken Sanzel
- Photographie : Peter Lyons Collister
- Musique : Harry Gregson-Williams
- Décors : Naomi Shohan
- Producteurs : Bernie Brillstein et Brad Grey

Producteurs délégués : Matthew Baer, Terence Chang, Christopher Godsick et John Woo
Coproducteurs : Michael McDonnell
- Sociétés de production : Columbia Pictures, Brillstein-Grey Entertainment et WCG Entertainment
- Distribution : Columbia Pictures (États-Unis), Columbia TriStar Films (France)
- Budget : 30 millions de dollars
- Pays d'origine :  États-Unis
- Durée : 87 minutes, 96 minutes (version longue unrated)
- Langues originales : anglais, cantonais
- Format : Couleur - 2.39:1 - son Dolby Digital / SDDS
- Dates de sortie :
  - États-Unis : 6 février 1998
  - France : 27 mai 1998
- Certification :
  - États-Unis : R ; Unrated (version longue)
  - France : interdit aux moins de 12 ans

## Distribution
- Chow Yun-fat (VF : Arnaud Arbessier / VF : Xavier Fagnon dans la version longue ; VQ : Éric Gaudry) : John Lee
- Mira Sorvino (VF : Julie Dumas ; VQ : Hélène Mondoux) : Meg Coburn
- Michael Rooker (VF : Denis Boileau / VF : Boris Rehlinger pour la version longue en bluray ; VQ : Pierre Auger) : Stan Zedkov
- Carlos Gomez : Hunt
- Randall Duk Kim : Alan Chan
- Carlos Leon : Romero
- Yau-Gene Chan : Peter Wei
- Jürgen Prochnow (VF : Hervé Jolly pour la version longue en bluray ; VQ : Denis Mercier) : Michael Kogan
- Danny Trejo : Collins
- Til Schweiger : Ryker
- Kenneth Tsang (VF : Bernard Tiphaine ; VQ : Claude Préfontaine) : Terence Wei

Sources et légende : Version française (VF) sur VoxoFilm et Version québécoise (VQ) sur Doublage Québec
N.B. : le doublage français du film est différent dans la version longue.

## Production

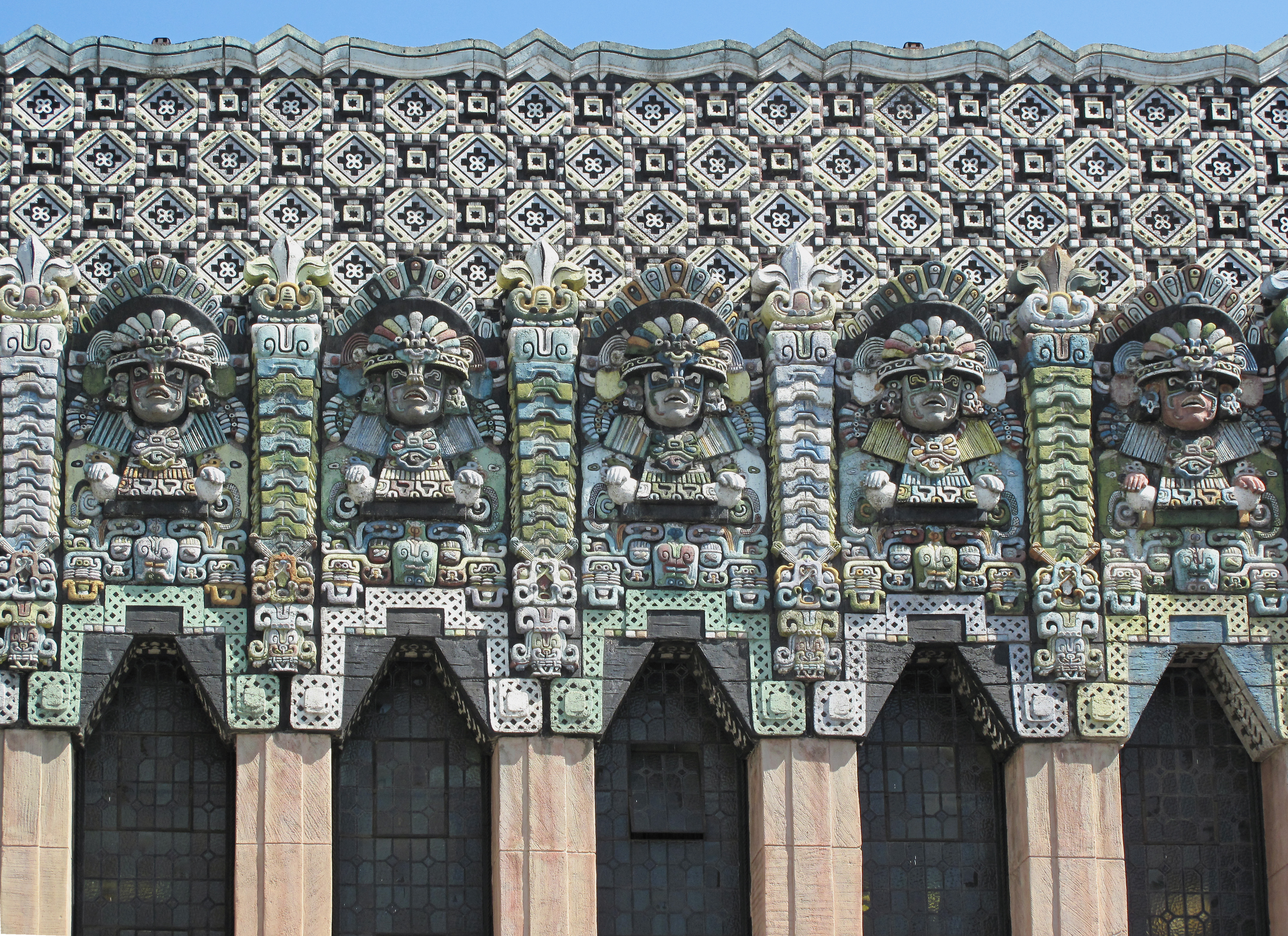
Le Mayan Theater de Los Angeles sert de décor au film

### Genèse et développement
Initialement Columbia Pictures projettait de faire un film avec l'acteur italo-américain Chazz Palminteri. Le scénario incluait donc la mafia américaine et non les triades chinoises. Le scénario est ensuite remanié.
C'est le premier film que tournent aux États-Unis l'acteur hongkongais Chow Yun-fat et l'acteur allemand Til Schweiger. Mira Sorvino accepte quant à elle le rôle en partie grâce à son compagnon de l'époque Quentin Tarantino, grand fan de Chow Yun-fat.

### Tournage et postproduction
Le tournage a lieu de février à mai 1997. Il se déroule à Los Angeles, notamment dans les quartiers de Los Feliz et Downtown Los Angeles. Durant le tournage, des tensions apparaissent entre le réalisateur et le studio. Ce dernier engage alors Debra Hill pour apaiser les tensions. Chow Yun-fat leur demande de faire confiance à la vision du réalisateur. Les désaccords se poursuivront encore après le montage. Le montage supervisé par le réalisateur n'obtient pas de résultats assez satisfaisants lors de projections test. Le monteur australien Richard Francis-Bruce est alors engagé pour retravailler le film. La plupart des éléments romantiques entre Meg Coburn et John Lee sont alors supprimés.

### Musique
La musique du film est composée par Harry Gregson-Williams.
| Liste des titres | Liste des titres    | Liste des titres | Liste des titres | Liste des titres | Liste des titres | Liste des titres | Liste des titres | Liste des titres | Liste des titres |
| No               | Titre               | Durée            |                  |                  |                  |                  |                  |                  |                  |
| ---------------- | ------------------- | ---------------- | ---------------- | ---------------- | ---------------- | ---------------- | ---------------- | ---------------- | ---------------- |
| 1.               | John's Theme        | 2:43             |                  |                  |                  |                  |                  |                  |                  |
| 2.               | Stalked             | 3:58             |                  |                  |                  |                  |                  |                  |                  |
| 3.               | The Temple          | 2:28             |                  |                  |                  |                  |                  |                  |                  |
| 4.               | He Means Business   | 3:16             |                  |                  |                  |                  |                  |                  |                  |
| 5.               | Kill or Be Replaced | 2:18             |                  |                  |                  |                  |                  |                  |                  |
| 6.               | We Have Visitors... | 2:11             |                  |                  |                  |                  |                  |                  |                  |
| 7.               | John Reflects       | 2:04             |                  |                  |                  |                  |                  |                  |                  |
| 8.               | Surreal Shoot-Out   | 3:57             |                  |                  |                  |                  |                  |                  |                  |
| 9.               | John Traps His Man  | 3:47             |                  |                  |                  |                  |                  |                  |                  |
| 10.              | Race Against Time   | 3:04             |                  |                  |                  |                  |                  |                  |                  |
| 11.              | The Heavies Arrive  | 2:53             |                  |                  |                  |                  |                  |                  |                  |
| 12.              | Final Confrontation | 3:38             |                  |                  |                  |                  |                  |                  |                  |
| 36:17            |                     |                  |                  |                  |                  |                  |                  |                  |                  |

Outre les compositions originales de Harry Gregson-Williams, on peut également entendre dans le film :
- Keep Hope Alive de The Crystal Method[6]
- Jaan de Talvin Singh featuring Amar
- Makes Me Wanna Die (The Weekend Mix) de Tricky
- Rocco de Death In Vegas
- Boom Boom Caw de Brad
- 33 de Hed PE
- Escape From The City Of Angels de Ithaka featuring Marta Dias

## À noter
- Le film fait partie de la longue séries d'œuvres cinématographiques inspirées par Le Samouraï de Jean-Pierre Melville, à tel point que les gants blancs portés par Chow Yun-fat sont une réminiscence directe de ceux portés par Alain Delon.
- John Woo, producteur exécutif du film, conseilla Antoine Fuqua durant les prises de vue. Son influence est notable : style visuel, chorégraphie des combats, omniprésence du Beretta 92 et surenchère de coups de feu (dans la scène de la station de lavage, Chow Yun-fat tire 32 balles sans recharger son arme, qui ne contient que 16 balles maximum).